# Typhlocyba unifasciata
Typhlocyba unifasciata är en insektsart som beskrevs av Hamilton 1983. Typhlocyba unifasciata ingår i släktet Typhlocyba och familjen dvärgstritar. Inga underarter finns listade i Catalogue of Life.